# World of Warcraft: Dragonflight
World of Warcraft: Dragonflight — девятое дополнение к массовой многопользовательской ролевой онлайн-игре World of Warcraft, анонсированное 19 апреля 2022 года и выпущенное 28 ноября 2022 года.

## Нововведения
- Новым максимальным уровнем в Dragonflight стал 70-й. Это первое увеличение после переработки системы уровней, изменившей максимальный уровень с 120 до 60, осуществлённой перед выпуском дополнения Shadowlands[5].
- Стала доступна новая играбельная раса, драктиры, и новый связанный класс, Пробудитель[3][5]. Возможности создать драктира другого класса, или представителя другой расы с классом Пробудитель, нет. Пробудители начинают игру на 58 уровне, а после прохождения вводной цепочки заданий, подобно пандаренам из дополнения Mists of Pandaria, они могут присоединиться как к Альянсу, так и к Орде[3][5][4]. Пробудители носят кольчужные доспехи и имеют две доступные специализации — Опустошение, ориентированное на дальний урон, и Сохранение, ориентированное на исцеление[6].
- Новая локация, разделённая на 4 зоны, — Драконьи острова.
- Обновлённая система пользовательского интерфейса и дерева талантов[3][5] с двумя ветвями[7].
- Переработка игровой системы профессий — теперь игроки могут размещать рабочие задания с заказами на создание предметов[7].
- В игре появилась верховая езда на драконах[7]. Игроки могут летать на драконах с начала дополнения, без необходимости достижения максимального уровня[7].

## Критика
| Сводный рейтинг    | Сводный рейтинг |
| Агрегатор          | Оценка          |
| ------------------ | --------------- |
| Metacritic         | 84/100          |
| Иноязычные издания |                 |
| Издание            | Оценка          |
| PC Gamer (US)      | 80/100          |

Dragonflight получила в целом положительные отзывы критиков, средний балл дополнения на Metacritic составляет 84 из 100. Люк Уинкл из PC Gamer поставил дополнению 80/100, отметив, что хотя Dragonflight — не самое захватывающее дополнение в истории MMO, оно «придаёт игре свежести, что редко случается с играми 20-летней давности».